# Rock chinês
O rock chinês (‘‘ chinês :中国摇滚; pinyin : Zhōngguó yáogǔn ; também chinês simplificado :中国摇滚音乐; chinês tradicional :中國搖滾音樂; pinyin : Zhōngguó yáogǔn yīnyuè , lit. "Música rock and roll chinesa ’’) Também conhecido como C-rock, é um subgênero da música chinesa. E começou a ganhar fôlego em 1987, pouco mais de uma década após a morte de Mao. A música rock chinesa cresceu em popularidade no continente a partir do movimento musical Northwest Wind (essa música se baseou fortemente nas tradições da canção folclórica do norte da província de Shaanxi, no noroeste) em meados da década de 1980 e passou por vários períodos de altos e baixos na década de 1990. Nos últimos anos, o rock chinês começou a se recuperar, e as pessoas podem vê-lo em muitas apresentações. O resultado disso é que as bandas mais populares hoje faturam sobretudo em grandes festivais, como o Modern Sky Festival e o Strawberry Festival. A tendência ajudou a levar o rock independente ao grande público chinês, mas também prejudicou grupos menores.